# Anna Lisítsyna
Anna Mijáilovna Lisítsyna (en ruso: А́нна Миха́йловна Лиси́цына; Zhitnoruchey, RASS de Carelia; 14 de febrero de 1922 - río Svir, óblast de Leningrado; 3 de agosto de 1942) fue una partisana soviética que recibió póstumamente, el 25 de septiembre de 1943, el título de Heroína de la Unión Soviética por sus actos en la resistencia contra la ocupación nazi.

## Biografía

### Infancia
Anna Lisítsyna nació el 14 de febrero de 1922, en una familia perteneciente al pueblo vepsio en el pueblo de Zhitnoruchey, en la Carelia soviética. Después de graduarse de la Escuela Secundaria Rybreka, estudió para convertirse en bibliotecaria de 1938 a 1940 en Leningrado, después de lo cual trabajó como bibliotecaria en el Club Regional de Segezha hasta la invasión alemana de la Unión Soviética. Era miembro del Komsomol y disfrutaba de los deportes,  tales como el ciclismo, el esquí y la puntería, que más tarde demostraron ser habilidades útiles para sus actividades de partisana.

### Segunda Guerra Mundial
El 15 de junio de 1942 Lisítsyna, su compañera partisana María Meléntieva y otros seis miembros del Komsomol fueron enviados por el Ejército Rojo detrás de las líneas enemigas en Leningrado para una misión de reconocimiento que debía durar un mes, donde las dos fueron asignadas para establecer un Comité Komsomol clandestino y construir refugios para otros partisanos en la zona de Sheltozero, además de recopilar información sobre las fuerzas enemigas, fortalezas y puestos de tiro. Un anciano de la aldea donde estaba estacionada ayudó a establecer la división Komsomol, que difundió folletos en contra del eje en los campos de prisioneros de guerra y en los cuarteles del ejército finlandés.
Después de señalar la ubicación de las guarniciones del Eje para que la Fuerza Aérea Soviética bombardease y las listas de nombres de varias personas que habían colaborado con las tropas de ocupación nazis, se les dijo a los partisanos que tendrían que regresar solos al territorio controlado por los soviéticos porque el avión asignado a transportarlos no podía hacer el viaje. 
El viaje requirió que los partisanos cruzaran el río Svir, que estaba helado pero no congelado. Cuando descubrieron que el pequeño bote destinado a la travesía había desaparecido, construyeron una pequeña balsa que se vino abajo durante la travesía. Después de caer al agua, se quitó el pesado vestido y se colocó los documentos importantes en la cabeza debajo del sombrero; Debido a la temperatura del agua, Lisítsyna desarrolló calambres tan fuertes que no podía moverse, pero no podía gritar pidiendo ayuda porque había varios campamentos alemanes en la orilla. Meléntieva trató de salvar a Lisítsyna pero no pudo llevarla a través del río, así que dejó a Lisítsyna atrás y se llevó sus los documentos con ella.

## Condecoraciones y reconocimientos
|  | Héroe de la Unión Soviética (25 de septiembre de 1943) |
|  | Orden de Lenin (25 de septiembre de 1943)              |
|  | Orden de la Bandera Roja (25 de septiembre de 1943)    |

Lisítsyna recibió póstumamente el título de Héroe de la Unión Soviética el 25 de septiembre de 1943 por decreto del Sóviet Supremo de la Unión Soviética. La calle que lleva su nombre en Petrozavodsk tiene una placa conmemorativa y su retrato está presente en la Galería de los Héroes de la ciudad.

## Galería de fotos
A continuación se muestran algunos de los monumentos conmemorativos erigidos en honor de Anna Lisítsyna.

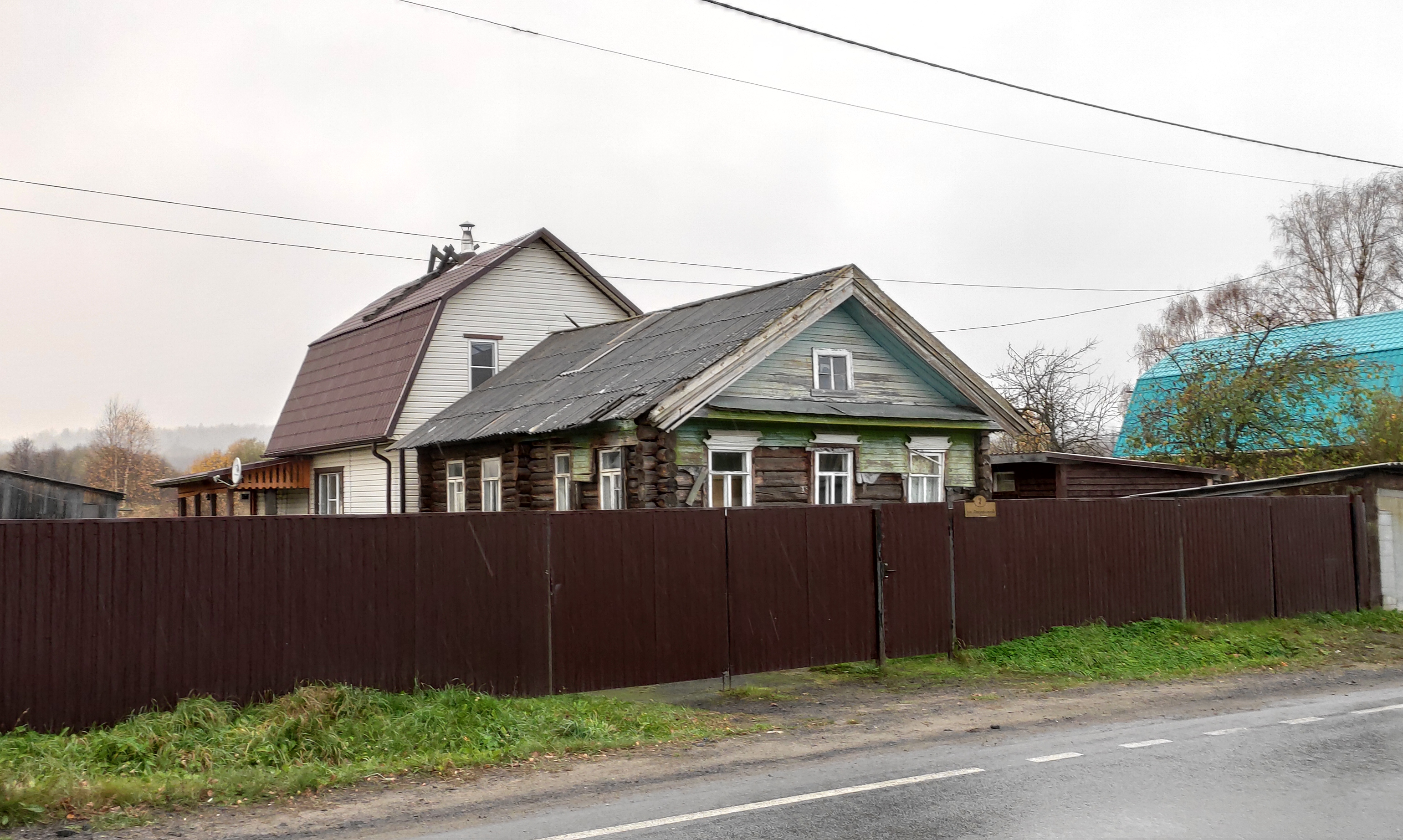
Su casa natal en Ribreka, raión de Prionezhski, Carelia
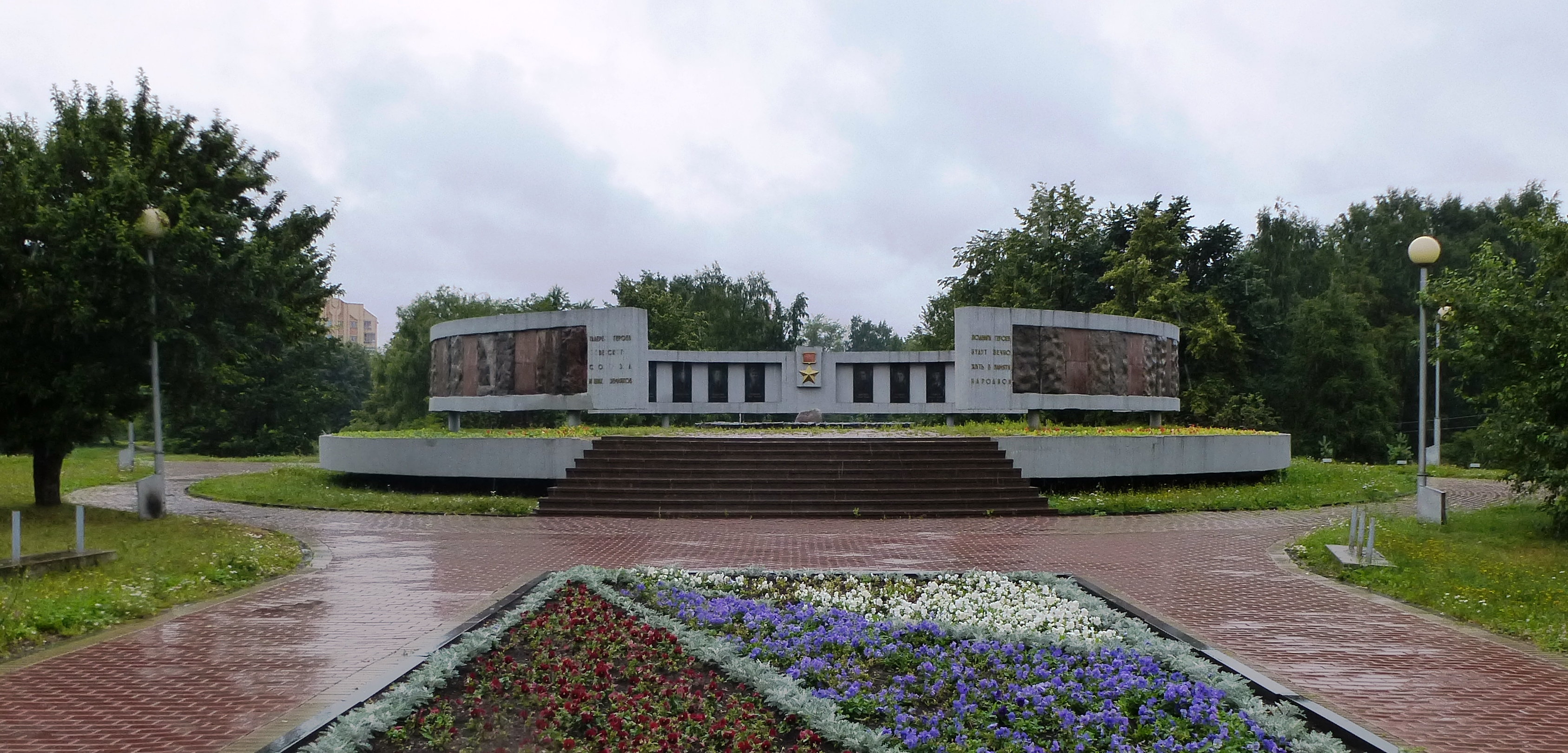
Galería de los héroes de Petrozavodsk
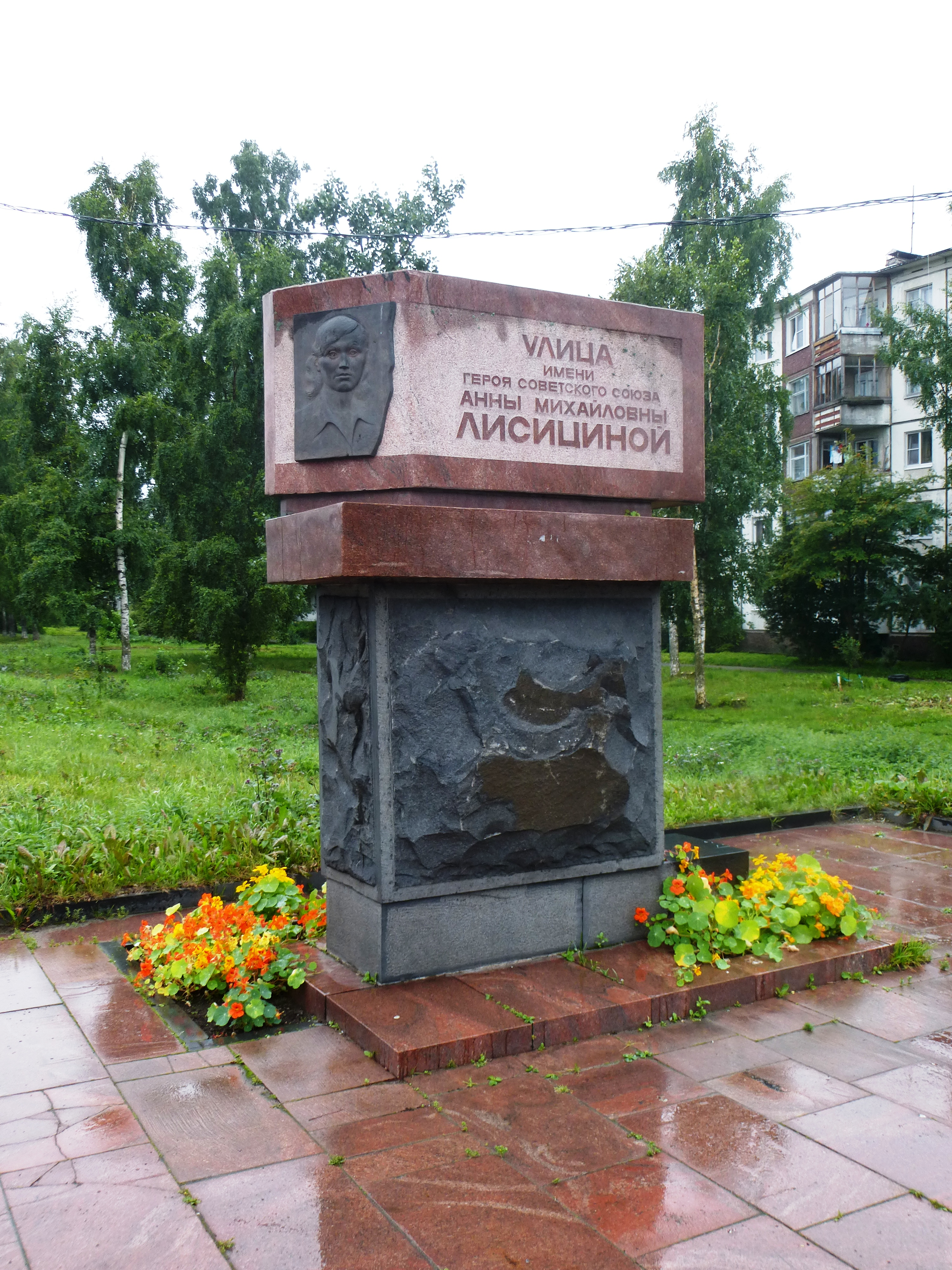
Monumento en Petrozavodsk
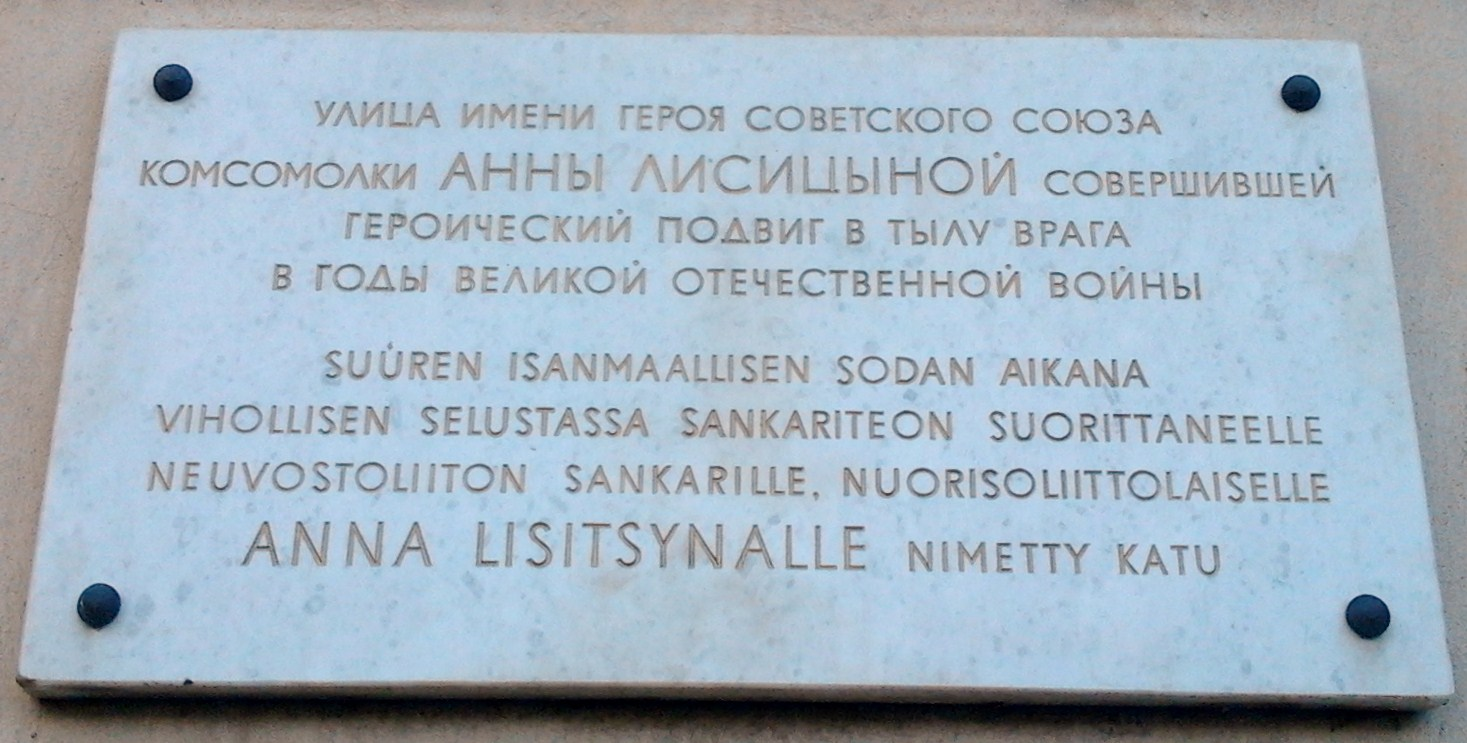
Placa conmemorativa
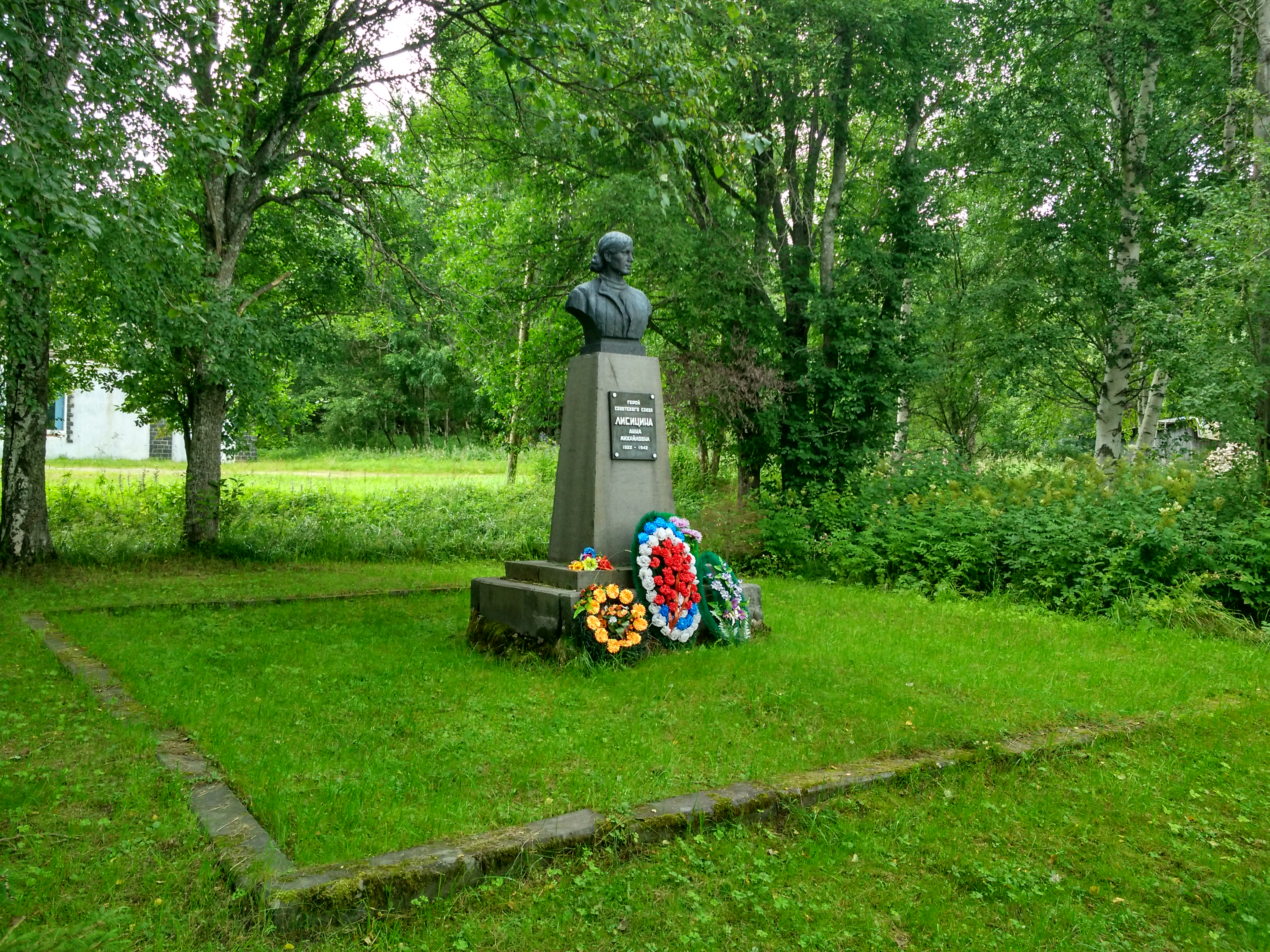
Monumento en Nikolski